# Jennie Walldén
Jennie Anneli Hyun Hee Walldén, tidigare Mårtensson, född 3 april (enligt svenskt pass 4 mars) 1976 i Gwangju, Sydkorea, är en svensk TV-kock, krögare och kokboksförfattare.
Vid sex års ålder adopterades hon av en svensk familj och flyttade till Kristianstad. Hennes föräldrar är posttjänstemannen Hans Inge Gunnar Mårtensson (född 1941) och kontoristen Siv Berit Walldén-Mårtensson (född 1940).
År 2013 deltog hon i matlagningsprogrammet Sveriges mästerkock på TV4 som hon slutligen vann. Det var hennes make som fick henne att söka till programmet.
I oktober 2015 startade hon tillsammans med sin man den koreanska fusionrestaurangen Namu i Malmö. Redan 2016 fick de ett omnämnande i Guide Michelin Nordic Countries och året därpå en Bib Gourmand. En Bib Gourmand är en utmärkelse i Guide Michelin som visar att det är en restaurang som serverar bra mat till ett rimligt pris.